# Yamok (métro de Séoul)
Yamok (hangeul : 야목 ; hanja : 野牧) est une station de passage de la ligne Suin–Bundang du métro de Séoul. Elle est située au 286 Bonomaesong-ro, village Yamok-ri, dans le canton Maesong-myeon de la ville Hwaseong-si, sur le territoire de la province Gyeonggi-do, au sud-est de Séoul, en Corée du Sud.
Ouverte en 2020, la station est desservie par les rames omnibus qui circulent sur la ligne Suin–Bundang.

## Situation sur le réseau

Plan du réseau (2023)

Établie en surface, la station Yamok est une station de passage de la ligne Suin–Bundang du métro de Séoul. : elle est située entre la station Eocheon, en direction du terminus nord Cheongnyangni, et la station Sari en direction du terminus ouest Incheon.

## Histoire
La station Yamok est mise en service le 12 septembre 2020, lors de l'ouverture de ligne Suin–Bundang.